# 올라프 쾰치크
올라프 쾰치크(독일어: Olaf Kölzig, 1970년 4월 6일 ~ )는 독일의 은퇴한 아이스하키 선수로 현역 시절 포지션은 골텐더이다. 현재 내셔널 하키 리그(NHL)의 워싱턴 캐피털스 코치로 활동하고 있다. 그는 마지막 1년간 탬파베이 라이트닝에서 활동한 것을 제외하고 선수 생활을 워싱턴 캐피털스 소속으로 보냈다. 그는 NHL에서 활동하는 동안 통산 세이브(18,233, 15위), 경기 승리(303경기, 28위), 출전 경기(719경기, 23 위), 출전 시간(41.671분, 23 위) 수치를 상위 30위 안에 들었다. 남아프리카 공화국에서 태어났기 때문에 NHL 역사상 몇 안되는 적도 이남에서 태어난 선수 중 한 명이다.
캐나다에서 유년 시절을 보냈으나 독일 국적을 유지하여 독일 국가대표 선수로 활동했다. 독일 대표로 올림픽에 2회, 세계 선수권 대회 2회, 월드컵에 2회 출전했다.